# Synoicum macroglossum
Synoicum macroglossum är en sjöpungsart som först beskrevs av Hartmeyer 1919.  Synoicum macroglossum ingår i släktet Synoicum och familjen klumpsjöpungar. Inga underarter finns listade i Catalogue of Life.